# Sperrya cervula
Sperrya cervula là một loài bướm đêm trong họ Geometridae.